# Famille Hennequin d'Ecquevilly
Pour les articles homonymes, voir Hennequin et Ecquevilly.
La famille Hennequin est une famille éteinte depuis 2018 qui fut anoblie en 1359. Elle compte des personnalités militaires et ecclésiastiques de premier plan.

## Généralités
« Famille des plus anciennes et des plus honorables » de la province de Champagne, originaire du Comté de Flandre, « alliée aux plus considérables du royaume », la famille Hennequin d'Ecquevilly remonte à Pierre Hennequin, qui, l'an 1319, fit don d'une verrerie à l'église de Troyes. Il vivait en 1352, avec Jeanne de Raisy, sa femme, dont il eut deux fils, Oudinot, qui va suivre, et Guillaume Hennequin, fourrier du Roi, en 1367.
Oudinot Hennequin, né à Troyes en Champagne, fut anobli par Charles de France, duc de Normandie, alors régent de France pendant la captivité du roi Jean II, son père, en Angleterre. Les lettres d'anoblissement sont datées de Melun, le 23 juillet 1359, à raison de plusieurs services signalés, rendus à l'État par le même Oudinat Hennequin, et particulièrement au camp devant Breteuil[Où ?].
La famille s'est depuis illustrée, et ce pendant plusieurs siècles, dans les premières fonctions de la magistrature au parlement et à la chambre des comptes de Paris.
La postérité d'Oudinot Hennequin s'est divisée successivement dans les branches suivantes :
1. des seigneurs de Mathau et de Blines ;
2. des seigneurs d'Espagne et de Croissy ;
3. des seigneurs du Perray et de Chauvigny ;
4. des seigneurs de Dammartin ;
5. des seigneurs d'Ozon et de La Merie ;
6. des seigneurs de Soindre ;
7. des seigneurs de Boinville, barons, puis marquis d'Ecquevilly, seule branche subsistante au XIXe siècle ;
8. des seigneurs d'Assy et de Sermoise ;
9. des seigneurs de Pullenoy et de Gellenoncourt, comtes de Curée, barons de Flesnel et du Saint-Empire, en Lorraine, branche qui a donné un grand-chambellan de Barrois, décédé en 1740 ;
10. des seigneurs de Lantages ;
11. des seigneurs de Charmont et de Collaverdy, etc.

## Membres notables de la famille
Cette famille a donné plusieurs prélats, entre autres :
- Odard Hennequin de Lantage[3] ( † 13 octobre 1544), évêque de Senlis en 1526, puis de Troyes en 1527 ;
- Aymar Hennequin (1543-1596), de la branche d'Assy, évêque de Rennes, en 1575, nommé à l'archevêché de Reims, dont il prêta serment au parlement, en qualité de duc et pair de France, le 2 avril 1594. Il mourut en 1596, sans avoir pris possession[4].
- Jérôme Hennequin ( † 10 mars 1619), frère d'Aimar, fut évêque de Soissons, sacré à Borne en 1585, par le cardinal de Joyeuse[3] : il assista aux États-généraux tenus à Paris en 1593[3].

Elle a aussi produit des lieutenants-généraux, maréchaux de camp et brigadiers des armées du Roi, et « nombre de magistrats célèbres au parlement de Paris, dont le dévouement et l'intégrité sont encore des modèles ».
- Auguste Louis Hennequin, marquis d'Ecquevilly (1717-1794), seigneur de La Motte-Verigny, Gouzon, Presles, lieutenant-général des armées du Roi, chevalier du Saint-Esprit (reçu le 1er janvier 1784)
- Armand-François Hennequin (1747-1830), comte puis marquis d'Ecquevilly, lieutenant-général des armées du Roi, chevalier du Saint-Esprit, commandeur des ordres de Saint-Louis et de Saint-Jean de Jérusalem, pair de France le 17 août 1815.
- Son cousin-germain, Jules-César-Susanne Hennequin[6], baron d'Ecquevilly, nommé colonel de la légion de la Vendée le 26 novembre 1814, maréchal-de-camp (commandant de la 1re subdivision de la 9e division militaire, à Marseille, chevalier de l'ordre de Saint-Louis, marié (contrat signé par le roi et la famille royale, le 7 décembre 1817), avec madame la baronne de Beaumont ;

### Aimable-Charles Hennequin d'Ecquevilly
Aimable-Charles Hennequin, (Paris, 2 février 1752  - Ville-sur-Tourbe, 1806), chevalier, puis vicomte d'Ecquevilly, était le fis cadet d'Auguste Louis Hennequin, marquis d'Ecquevilly (1717-1794).
Aimable Charles entra au service avec rang de sous-lieutenant dans le Royal-Cavalerie le 11 mai 1769, et passa successivement par tous les grades (colonel en second du régiment de Deux-Ponts dragons, en 1782, puis colonel-lieutenant du régiment du Roi-Cavalerie, le 1er mars 1783) jusqu’à celui de maréchal-de-camp inclusivement, qu’il obtint comme retraité le 1er mars 1791. Il était aussi chevalier de Saint-Louis. La même année, il émigra en 1791 et servit à l'armée de Condé.
colonel du régiment de Jarnac, capitaine général du Vautrait, marié, le 7 avril 1782, Marie-Joséphine (1765-1810), comtesse d'Eyck, fille du comte d’Eyck, envoyé de Bavière à la cour de France. Lui-même avait été naturalisé bavarois par lettres de l’électeur palatin du 23 août 1782, ce qui facilita son départ de France, quand les événements de la Révolution française lui parurent menaçants.
Il quitta Paris avec sa femme le 28 avril 1791, muni d’un passeport délivré par le ministre français des Relations extérieures, et se retira dans la famille de celle-ci en Bavière. Des certificats joints à leur dossier prouvent qu’ils résidèrent constamment à Munich ou à Landshut depuis le milieu de l’année 1791 jusqu’au 12 novembre 1800, et que pendant ce temps ils furent toujours exceptés des mesures prises en diverses circonstances à l’égard de l’émigration française.
Cependant leurs noms avaient été inscrits sur la liste des émigrés du département de Paris en date du 18 frimaire an II. On conserve aux Archives un grand nombre de pièces relatives aux démarches qu’ils firent faire en 1800 et 1801 auprès des Consuls pour obtenir leur libre retour en France (F 7 5 733). Dans ce dossier se trouve l’indication du domicile du vicomte d’Ecquevilly à Paris, au moment de son départ pour l’étranger : il habitait rue Neuve-Saint-Gilles, quartier du Marais.
Ses meubles avaient été transportés rue Barbette, à l’hôtel Corberon, sauf une partie qui avait été déposée chez la comtesse d’Eyck, rue des Trois-Pavillons, comme on l’a vu plus haut.

### Galerie de portraits

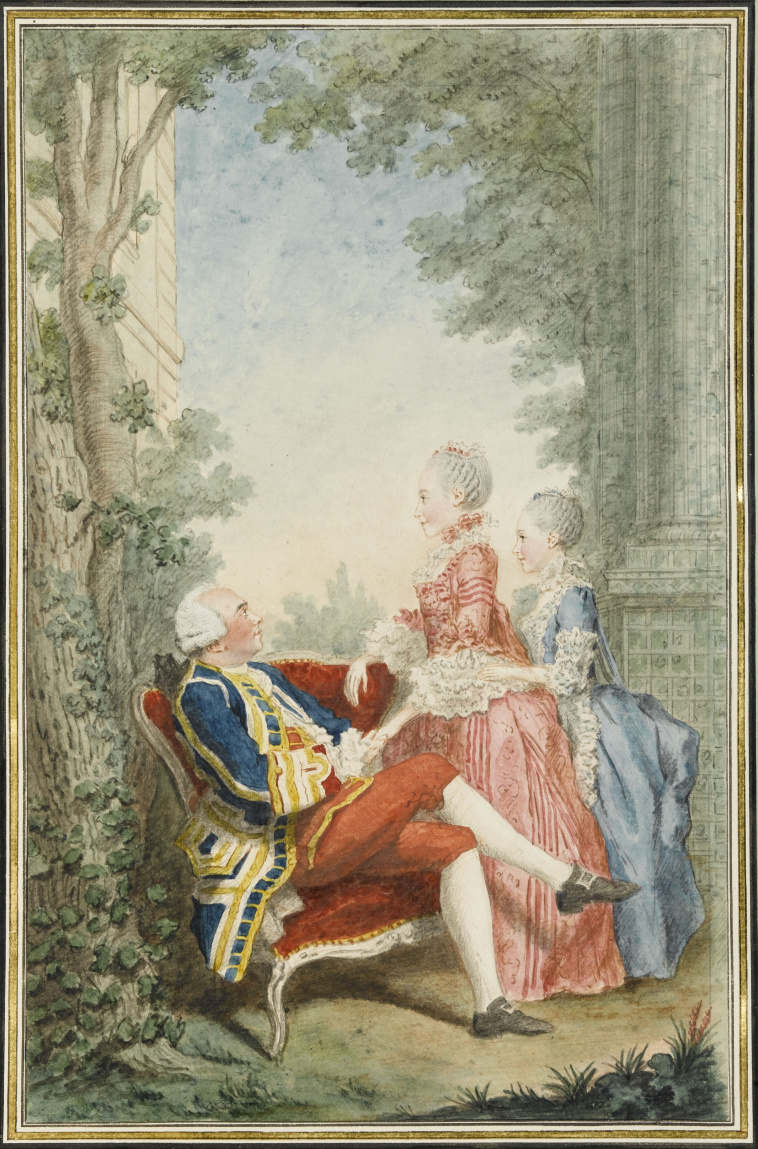
Carmontelle : Le marquis d'Ecquevilly et ses filles (1767)
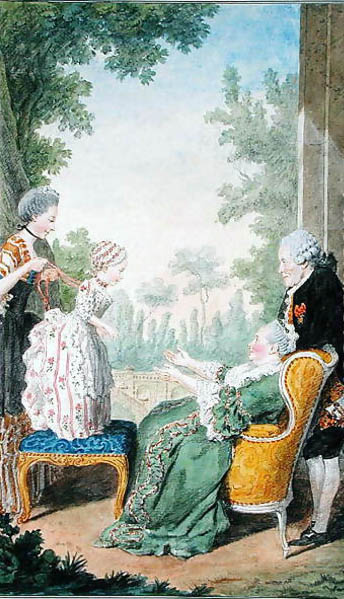
Carmontelle : Mme d'Ecquevilly, M. de Joyeuse et leur petite fille (1753)[n 1]
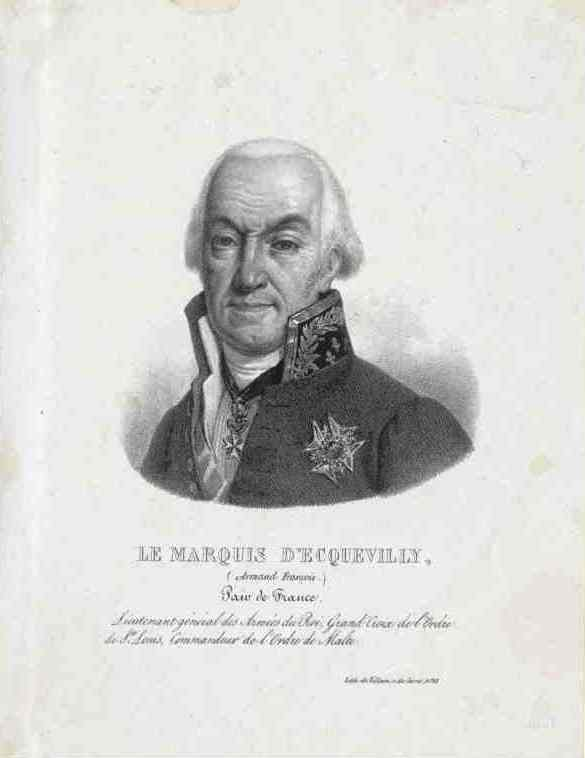
Armand-François Hennequin, marquis d'Ecquevilly

## Arbre généalogique descendant

### Hennequin de Villermont
- Athanase de Villermont (1763-1840), amiral, fondateur des Champagne Bollinger.
- Alexandre-Nicolas-Joseph Hennequin de Villermont (Willermont) (1796-1850), poète et écrivain.
- Antoine Charles Hennequin de Villermont (1815-1893), naturalisé belge, écrivain et historien, conseiller provincial de Namur.
- Marie de Villermont (1848-1925), artiste et dame d'œuvres.
- Alphonse Hennequin de Villermont (1851-1914), député permanent de la province de Namur et bourgmestre d'Ermeton.

### Hennequin d'Ecquevilly
- Fils d'Augustin Vincent Hennequin (1684-1749), marquis d'Ecquevilly, brigadier des armées du Roi, capitaine du vautrait et de Madeleine du Monceau, Augustin Louis Hennequin épousa, le 2 juillet 1741, Honorée de Joyeuse (27 mai 1719-1809), héritière de Grandpré, fille de Jean Gédéon de Joyeuse, comte de Granpré (1691-1774), lieutenant général des provinces de Brie et de Champagne, dont il eut :
  - Adelaïde Honorée (vers 1743 - après 1789), dame pour accompagner (1773-1789), Marie Thérèse de Savoie, comtesse d'Artois, mariée, le 27 mars 1769 à Versailles, avec Philippe Antoine Joseph Régis ( † après 1778), marquis d'Esterno, dont postérité ;
  - Armand François (1747-1830), Lieutenant général des armées du Roi. Il se maria, mais eut aussi un enfant naturel :
(1°) ∞  (1775[7]) Amable Cécile de Durfort Civrac (vers 1755 - 1830[9]), fille de François Aimery de Durfort, marquis de Civrac (1727-1773), maréchal des camps et armées du roi, l'un des menins de feu le dauphin, et de Marie Françoise de Pardaillan de Gondrin d'Antin (1728-1764).
(2°) Duchesse d'U[réf. à confirmer][9]
Il eut :
    - (1°) Amable Hennequin, comte d'Ecquevilly, chef d'escadron, capitaine-commandant aux lanciers de la garde royale, lieutenant-colonel de cavalerie pendant la campagne d'Espagne (1823), chevalier (1er octobre 1820) puis officier de la Légion d'honneur (20 octobre 1823), chevalier de Saint-Louis, chevalier de l'ordre de Saint-Ferdinand d'Espagne (1823), marié (par contrat signé par le roi et la famille royale) le 24 octobre 1819, mademoiselle le Forestier, nièce de M. le maréchal de Lauriston.
    - (2°) Aimée Blanche de Chavigné Hennequin d'Ecquevilly ( † 2 mai 1853).

  - Aglaé Marie (entre 1751 et 1753 - après le 25 avril 1833), dame pour accompagner (1775-1782) Madame Sophie, mariée en 1772 avec François Emmanuel ( † après 1795), marquis de Capendu, dont postérité ;
  - Aimable-Charles (1752-1806), colonel du régiment de Jarnac, capitaine général du Vautrait, marié, le 7 avril 1782, avec Marie-Joséphine (1765-1810), comtesse d'Eyck, dont
    - Amable Charles (25 juillet 1783 - 21 octobre 1855), marquis d'Ecquevilly, marié avec Armandine Le Forestier (1799 - 23 décembre 1853) ;
    - Henriette (Paris, 3 juillet 1784 - 27 octobre 1818), mariée le 25 mai 1812 avec Henri Davy de Chavigné de Balloy (1786-1861), dont postérité ;
    - Alfred Armand (1787-1870), marquis d'Ecquevilly, marié, le 7 novembre 1821, avec Madeleine Porée de Valhébert (1800-1849), dont :
      - Isabelle Claire (1824 - Orléans, 22 juillet 1885), mariée, le 3 février 1846 à Caen, avec Daniel Augustin Edmond de Trimond (1810-1887), dont postérité ;
      - Mathilde (Le Quesnay-Guenon, 22 juillet 1831 - 26 novembre 1914), mariée le 2 mai 1859 avec Henri Louis de Beaurepaire de Louvagny (1830-1870), dont postérité.

### Alliances notables
Les Hennequin se sont alliés aux :
Famille de Marillac, famille Colbert de Terron, famille de Durfort de Civrac, famille de Nicolaï, famille Le Peletier, maison de Joyeuse, famille de La Grange d'Arquian…

## Titres
Cette maison a possédé plusieurs terres titrées, telles que :
- Le marquisat d'Ecquevilly, près de Meulan, érigé en faveur d'André Hennequin, capitaine général des toiles des chasses, tentes et pavillons du Roi, et de l'équipage du sanglier, appelé vulgairement le vautrait (charge, qui, jusqu'à la Révolution française, fut héréditaire dans cette famille) ;
- La baronnie de Hez, en Artois, celles de Fresnes, de Cury et des Salles, furent érigées en comté, par lettres du 10 décembre 1718, en faveur de Nicolas-François, baron de Hennequin et du Saint-Empire, chambellan du duc Léopold Ier, et grand louvetier de Lorraine et de Barrois, mort en 1740, laissant trois fils et une fille.

## Châteaux, seigneuries, terres
- Château de Fresne (XVIe siècle), devenu mairie d'Ecquevilly.

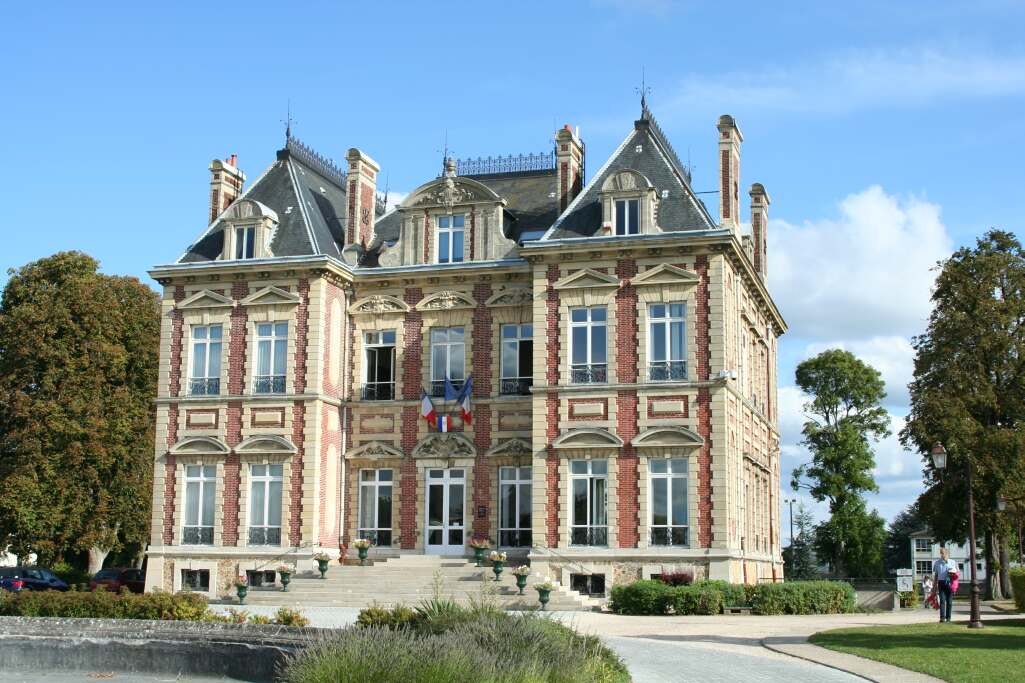
La mairie (château du XVIe)
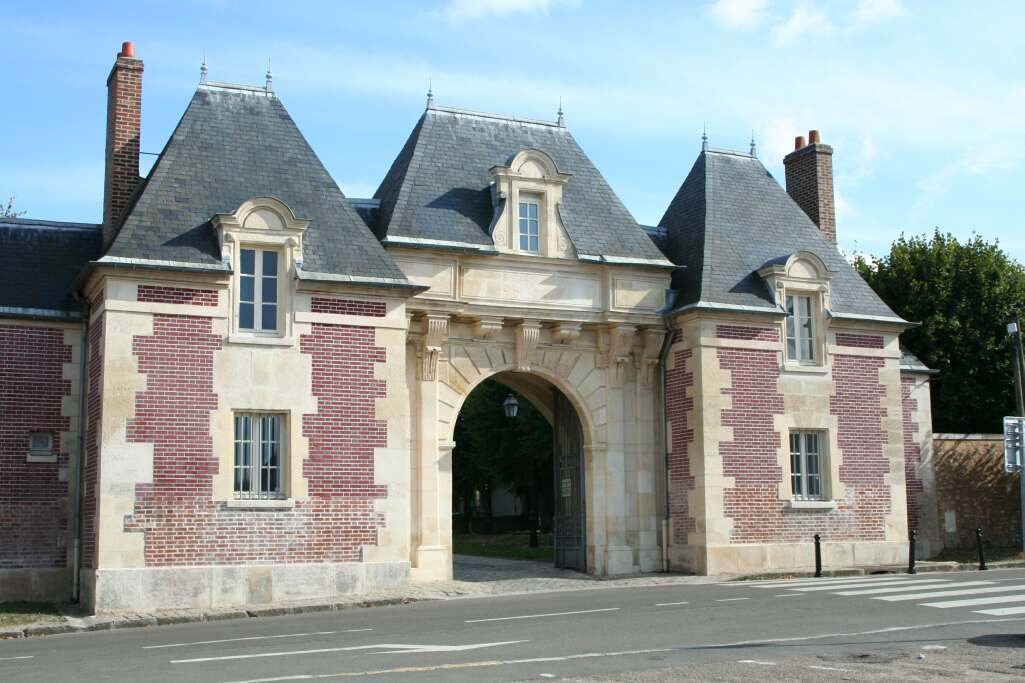
pavillon d'entrée du parc de la mairie

## Armoiries
| Image | Description |
| ----- | --- |
|       | Hennequin de Lantage |
|       | Hennequin d'Ecquevilly Vairé d'or et d'azur; au chef de gueules, chargé d'un lion léopardé d'argent,. - Supports : deux lions, les têtes contournées ; |
|       | Aymar Hennequin (1543-1596), évêque de Rennes Écartelé : aux 1er et 4e, vairé d'or et d'azur, au chef de gueules chargé d'un lion léopardé d'argent (Hennequin) ; aux 2e et 3e, d'azur à la fasce d'argent chargée de trois hures de sanglier de sable, accompagnée de trois étoiles d'or, deux en chef, une en pointe (Gobaille) ; sur le tout : d'azur à la bande d'argent accostée de deux dragons d'or (Baillet) |
|       | Armand-François Hennequin (1747-1830), marquis d'Ecquevilly, lieutenant-général des armées du Roi, chevalier du Saint-Esprit, pair de France - Couronne : de marquis sur l'écu et de comte sur le manteau ; |